# Vallargärdet
Vallargärdet is een plaats in de gemeente Karlstad in het landschap Värmland en de provincie Värmlands län in Zweden. De plaats heeft 368 inwoners (2005) en een oppervlakte van 65 hectare. De plaats ligt circa 13 kilometer ten noorden van Karlstad.

## Verkeer en vervoer
Bij de plaats loopt de Riksväg 63.